# Parajulis poecilepterus
Parajulis poecilepterus е вид лъчеперка от семейство Labridae, единствен представител на род Parajulis.

## Разпространение
Видът е разпространен в Китай, Провинции в КНР, Русия, Северна Корея, Тайван, Южна Корея и Япония.